# Diapason
Diapason foi um grupo italiano de rock progressivo ativo na década de 1970.

## História
Tanto Diapason quanto Preghiera Di Sasso, muito ativos localmente, foram habitualmente citados juntos, sendo inseridos no mesmo álbum e tendo em comum alguns dos músicos que faziam parte de ambos.
O Diapason tocou do fim dos anos 1960 inicialmente como banda cover de artistas estrangeiros, entre os quais Zappa e Emerson Lake & Palmer. Gradualmente desenvolveram um estilo mais criativo com muito espaço para as partes improvisadas. Foi o primeiro grupo de Abruzzo a promover concertos individuais, visto que nos festivais era uma prática comum, acrescentando também uma parte teatral nos seus espetáculos em torno de 1974. O grupo tocou no Pescara Jazz Festival de 1976 e se separou no ano seguinte.
Dois dois componente do Diapason, o pianista Leonardo Epifani e o baterista Paolo Previtali, ao baixo, também colaboraram com a Preghiera Di Sasso, grupo que, sendo menos notável, teve a possibilidade de tocar em alguns importantes festivais como Nettuno e Villa Pamphili.
Ambos os grupos tocavam um jazz-rock inteiramente instrumental com referências ao Nucleus/Soft Machine/Perigeo, não particularmente original, e o álbum compreende oito músicas, quatro para cada grupo.
Alguns concertos do Diapason foram também gravados com a ideia de publicar um álbum live, mas o projeto não foi adiante.

## Formação
Diapason
- Emilio Di Pasquale (guitarra)
- Leonardo Epifani (piano elétrico)
- Ubaldo Di Gregorio (sax, clarinete)
- Salvino Epifani (baixo)
- Paolo Previtali (bateria, percussões)

Preghiera Di Sasso
- Riccardo Tosi (guitarra)
- Leonardo Epifani (piano elétrico)
- Luigi Gialluca (sax)
- Paolo Previtali (baixo)
- Tommaso Perlino (bateria, percussões)

## Discografia

### LP
- 1975 - Preghiera di Sasso/Diapason (Delta, LP 2121)

### CD
- 1996 - Preghiera di Sasso (Mellow, MMP 267)